# Richard Jordan (Schauspieler)
Richard Anson Jordan (* 19. Juli 1937 in New York City; † 30. August 1993 in Los Angeles, Kalifornien) war ein US-amerikanischer Schauspieler.

## Leben
Richard Jordan studierte zunächst an der Harvard University, bevor er sich dem Theater widmete. Er spielte in über einhundert Stücken am Broadway mit. In den acht Jahren seiner Theaterkarriere führte er auch etliche Male Regie. Über das Joseph Papp’s New York Shakespeare Festival lernte er seine Frau Kathleen Widdoes kennen, die er 1964 heiratete. Tochter Nina kam 1966 zur Welt. Die Ehe hielt jedoch nur acht Jahre. Von 1976 bis 1985 lebte er mit Blair Brown zusammen; die beiden hatten einen gemeinsamen Sohn Robert. Bis zu seinem Tod 1993 war er mit Marcia Cross liiert.
Nach seinen Theaterengagements hatte Jordan 1971 seinen ersten Filmauftritt in dem Film Lawman. Von diesem Zeitpunkt an spielte er in den 1970er und 1980er Jahren in einer Vielzahl von bekannten Filmen mit, erhielt jedoch – bis auf die Rolle des Jean Valjean in einer Verfilmung von Victor Hugos Les Misérables aus dem Jahr 1978 – nie eine wirklich große Hauptrolle.
1993 starb Richard Jordan an einem Hirntumor.

## Bemerkenswertes
1980 spielte er in dem Film Hebt die Titanic die Rolle des Dirk Pitt. 2005 wurde die gleiche Figur von Matthew McConaughey in dem Film Sahara – Abenteuer in der Wüste verkörpert.
1993 erhielt Richard Jordan eine Rolle in dem Film Auf der Flucht, der von Februar bis Mai gedreht wurde. Er sollte neben Harrison Ford die Rolle des Dr. Charles Nichols übernehmen. Jedoch musste er im April 1993 wegen seines Gehirntumors die Rolle aufgeben, die dann mit Jeroen Krabbé neu besetzt wurde.

## Filmografie (Auswahl)
- 1971: Lawman (Lawman)
- 1971: Valdez (Valdez Is Coming)
- 1972: Chatos Land (Chato’s Land)
- 1973: Die Freunde von Eddie Coyle
- 1975: Yakuza (The Yakuza)
- 1975: Mit Dynamit und frommen Sprüchen (Rooster Cogburn)
- 1976: Flucht ins 23. Jahrhundert (Logan’s Run)
- 1978: Innenleben (Interiors)
- 1978: Les Misérables
- 1979: Victor Charlie ruft Lima Sierra (The French Atlantic Affair, TV-Miniserie)
- 1980: Hebt die Titanic (Raise the Titanic)
- 1981: Der Bunker (The Bunker)
- 1984: Der Wüstenplanet (Dune)
- 1985: Das mörderische Paradies (The Mean Season)
- 1985: Solarfighters
- 1987: Das Geheimnis meines Erfolges (The Secret of My Succe$s)
- 1989: Romero
- 1990: Jagd auf Roter Oktober (The Hunt for Red October)
- 1991: Nameless – Total Terminator (Time Bomb)
- 1993: Posse – Die Rache des Jessie Lee (Posse)
- 1993: Gettysburg

## Auszeichnungen
- 1977: Golden Globe Best Actor in a Television Series – Drama in Captains and the Kings
- 1977: Nominiert für den Primetime Emmy Award Outstanding Lead Actor in a Limited Series in Captains and the Kings